# Ahneby
Ahneby (duń. Åneby) – miejscowość i gmina w Niemczech w kraju związkowym Szlezwik-Holsztyn, w powiecie Schleswig-Flensburg, wchodzi w skład urzędu Geltinger Bucht.